# Скалистовский сельский совет
Скалистовский сельский совет (укр. Скалистівська сільська рада, крымскотат. Tav Badraq köy şurası, Тав Бадракъ кой шурасы) — административно-территориальная единица в Бахчисарайском районе в составе АР Крым Украины (фактически до 2014 года; ранее до 1991 года — в составе Крымской области УССР в СССР, до 1954 года — в составе Крымской области РСФСР в СССР).
В 1930-х годах, согласно доступным источникам, был образован Тав-Бадракский сельсовет: впервые он встречается в справочнике «Административно-территориальное деление РСФСР на 1 января 1940 года».
Указом Президиума Верховного Совета РСФСР от 21 августа 1945 года Тав-Бадракский сельсовет переименовали в Скалистовский.
С 25 июня 1946 года сельсовет — в составе Крымской области РСФСР, а 26 апреля 1954 года Крымская область была передана из состава РСФСР в состав УССР. Ранее на территории поселения находилось село Алёшино(до 1948 года Балта-Чокрак), упразднённое в период с 1954 по 1968 годы. На 15 июня 1960 года в Скалистовский сельсовет входили 7 населённых пунктов:

| - Алёшино - Глубокий Яр - Научный - Озёрное | - Партизанское - Скалистое - Трудолюбовка |

На 1968 год и к 2014 году в сельсовет входило 4 села:
- Глубокий Яр
- Прохладное
- Скалистое
- Трудолюбовка.

С 2014 года на месте сельсовета находится Скалистовское сельское поселение в составе Республики Крым России.